# Nola (prefekturhuvudort)
Nola är en prefekturhuvudort i Centralafrikanska republiken.   Den ligger i subprefekturen Nola och prefekturen Préfecture de la Sangha-Mbaéré, i den sydvästra delen av landet, 290 km väster om huvudstaden Bangui. Nola ligger 386 meter över havet och antalet invånare är 26 809.
Terrängen runt Nola är kuperad åt nordväst, men åt sydost är den platt. Nola ligger nere i en dal. Det finns inga andra samhällen i närheten.
I omgivningarna runt Nola växer i huvudsak städsegrön lövskog. Runt Nola är det mycket glesbefolkat, med 6 invånare per kvadratkilometer.